# Emtunga
Emtunga is een plaats in de gemeente Vara in het landschap Västergötland en de provincie Västra Götalands län in Zweden. De plaats heeft 277 inwoners (2005) en een oppervlakte van 31 hectare.

## Verkeer en vervoer
Bij de plaats lopen de E20, Riksväg 47 en Länsväg 187.